# Taifun Rammasun
Taifun Rammasun war ein Taifun der pazifischen Taifunsaison 2014.

## Meteorologische Geschichte

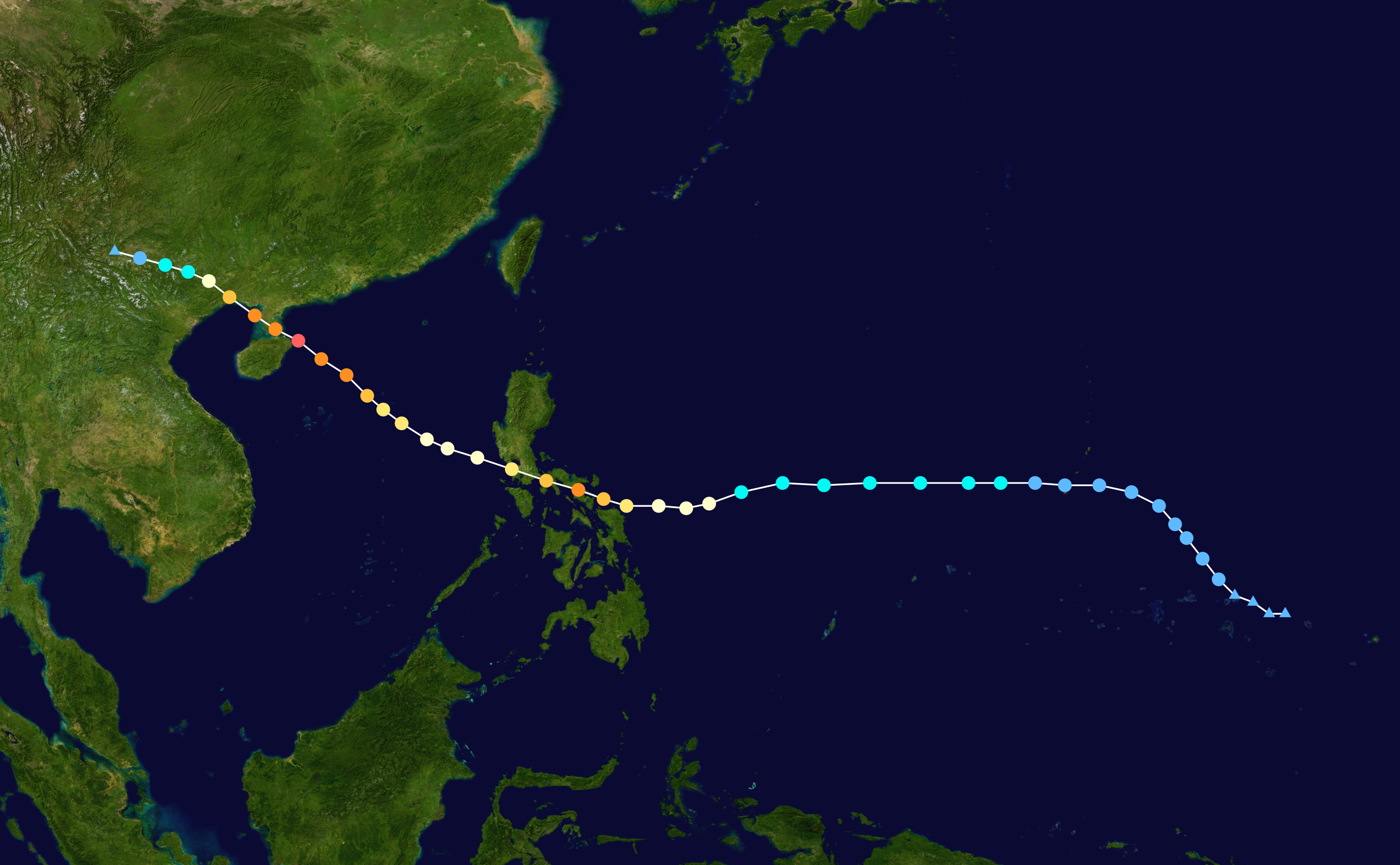
Weg des Taifun

Früh am 10. Juli meldete die Japan Meteorological Agency (JMA) die Bildung einer tropischen Depression, die sich etwa 715 Kilometer westnordwestlich von Palikir, Mikronesien befand. Noch am selben Tag begann auch das Joint Typhoon Warning Center (JTWC) das System zu beobachten und gab diesem die Bezeichnung 09W. 12 Stunden später erreichte es einminütige Windgeschwindigkeiten von 65 Kilometern pro Stunde und wurde deshalb zu einem tropischen Sturm aktualisiert. Als dieser am Abend des 11. Juli über Guam hinwegzog, schwächte er sich jedoch wieder in ein tropisches Tiefdruckgebiet ab. Früh am folgenden Tag erkannte die JMA, dass die Depression die Stärke eines tropischen Sturmes erreicht hat und gab diesem den internationalen Namen Rammasun. Wenig später am 12. Juli stufte das JTWC das Tiefdruckgebiet erneut zu einem tropischen Sturm herauf. Im Verlauf des nächsten Tages setzte das System seinen Kurs Richtung Westen fort, konnte sich aber nicht signifikant weiterentwickeln. Am selben Tag erreichte es den philippinischen Verantwortungsbereich, sodass PAGASA den lokalen Namen Glenda vergab. In der Nacht zum 14. Juli aktualisierte die JMA Rammasun zu einem Schweren tropischen Sturm, als er begann sich zu intensivieren. Neun Stunden später folgte das JTWC und meldete, dass sich der Sturm in einen Taifun der Kategorie 1 verstärkt hat. Zeitgleich tat dies auch die JMA und stufte Rammasun zu einem Taifun herauf, als er begann, ein sichtbares Auge zu bilden. Am Morgen des 15. Juli ging der Sturm als ein Taifun der Kategorie 3 mit einminütigen Windgeschwindigkeiten von rund 185 Kilometern pro Stunde über der Provinz Albay an Land. Zum selben Zeitpunkt erreichte Rammasun laut der JMA mit zehnminütigen Windgeschwindigkeiten von 155 Kilometern pro Stunde und einem Luftdruck von 945 hPa seinen Höhepunkt. Im weiteren Verlauf des Tages bewegte sich der Taifun über die Bicol-Region hinweg und verstärkte sich sogar noch weiter und war kurzzeitig ein Kategorie-4-Taifun. In der Nacht zum nächsten Tag zog der Sturm südlich an der philippinischen Hauptstadt Manila vorbei und begann sich abzuschwächen. Als er nahe der Provinz Bataan wieder das Meer erreichte, stufte das JTWC Rammasun in einen Taifun der Kategorie 2 herab. Der Sturm setzte seine Abschwächung fort und war am Vormittag des 16. Juli bereits nur noch ein Kategorie-1-Taifun.

## Auswirkungen
Durch die Auswirkungen des Taifuns sind insgesamt bisher mindestens 187 Menschen ums Leben gekommen: 98 auf den Philippinen, 62 in China und 27 in Vietnam.